# Caccobius longipennis
Caccobius longipennis är en skalbaggsart som beskrevs av D'orbigny 1904. Caccobius longipennis ingår i släktet Caccobius och familjen bladhorningar. Inga underarter finns listade.